# 曾孔遇
曾孔遇（1579年—1610年），字惟心，號翽羽，四川成都府井研縣人。明末官员。

## 生平
甲午四川鄉試十九名舉人，萬曆三十八年（1610年）庚戌科會試一百四十二名，第三甲第一百九十名進士。兵部觀政，授浙江縉雲縣知縣。不久卒。。

## 家族
曾祖曾顯，庠生；祖曾海，表彰孝子；父曾侍，庠生；母宋氏；前母胡氏。慈侍下，妻李氏。兄孔化，弟孔造；禎（庠生）；祐（庠生）；祥（庠生）；裕（庠生）；禖（庠生）；禮（庠生）。
子夢麟；夢黻（庠生）；夢鯤；夢熊；夢龍；夢弼；夢卿。